# Orczyfalva
Orczyfalva (románul Orțișoara, korábban Kokoda, németül Orczydorf, szerbül Kokoda) falu Romániában Temes megyében.

## Földrajz
Temesvártól 25 km-re északra fekszik.

## Közlekedés
Az arad-temesvári főút mellett fekszik. 2011 decemberében adták át a Dél-erdélyi autópálya 33 km-es Temesvár–Arad szakaszát – lehajtóval Orczyfalvánál – és a 12 km-es aradi elkerülőt, igaz, egyelőre sebességkorlátozásokkal és utóbbit csak kétszer egy sávon. 2011. október 20-án elkezdődött a Nagylak (országhatár) és Arad közötti szakasz építése is; a 39 km-es szakasz átadására a tervek szerint 2013-ban kerülhet sor. Ugyanezen év tavaszán tervezik átadni a magyar szakaszon az M43-as autópálya Makó és Nagylak (országhatár) közötti szakaszát is, amellyel Orczyfalva is bekapcsolódhat az európai autópálya-hálózatba.

## Története
Orczyfalva helyén a középkorban Kakot vagy Kokoth nevű falu állt, melynek nevét 1318-ban említették először. Kakot a középkorban két részből: Kakathból és Tótkakathból állt. A török hódoltság alatt azonban mindkét helység elpusztult.
1784-86-ban, II. József idején 200 német családot telepített ide a temesvári kamarai igazgatóság, 1785-ben pedig hazai németeket is, és br. Orczy József főispánról nevezték el.
A trianoni békeszerződésig Temes vármegye Vingai járásához tartozott. 

## Népessége
1910-ben 2161, többségben német lakosa volt, jelentős magyar kisebbséggel.
1992-ben társközségeivel együtt 4105 lakosából 3667 román, 203 magyar, 149 német és 20 cigány volt.

## Híres személyek
- Itt született Lendl Adolf (1862-1943) műegyetemi magántanár, zoológus.
- Itt született Varga Imre (1863-1942) magyar grafikus.
- Itt született Josef Schmidt (1913-1993) pedagógus.
- Itt született Dengl János (1882–1940) magyar nyelvész.
- Itt született Hilde Lauer (1943) kenus olimpikon.
- Itt tanított Eisenkolb Aurél (1849-1918) magyarországi német komponista, tanár.

## Nevezetességek
1786-ban épült római katolikus temploma a romániai műemlékek jegyzékében a TM-II-m-B-06268 sorszámon szerepel.